# Coreca
Coreca (Coraca ili Corica, na starinskom pisanju kamporaneškog narječja) je naselje u južnoj Italiji.

## Upravna organizacija
Coreca je frazione (vrsta upravne jedinice u Italiji) u  općini Amantea, u pokrajini Cosenzi. 

## Zemljopisni položaj
Coreca graniči s naseljem Campora San Giovanni, u regiji Kalabriji, na 39°4' sjeverne zemljopisne širine i 16° 5' istočne zemljopisne dužine. Naselje je sa zapadne strane okrenuto prema južnome Tirenskome moru, a na južnoj strani prema glavnome gradu Amantei. Područjem karakteriziraju brežuljskaste široke plaže. Klima je blaga.

## Galerija
- Crkva Gospe od anđela
- Trg u predvečerje
- Trg noću
- Kula "Turriella"
- Uvala
- Coreca - la Scogliera

## Vanjske poveznice

### Sestrinski projekti
|  | Zajednički poslužitelj ima još gradiva o temi Coreca |